# دراواپالکونیا
دراواپالکونیا (به مجاری:  Drávapalkonya) یک منطقهٔ مسکونی در مجارستان است که در ناحیه شیکلوش واقع شده‌است.